# Gerónimo Núñez
Gerónimo Nahuel Núñez (n. La Plata, provincia de Buenos Aires, Argentina; 26 de enero de 1996) es un futbolista argentino. Juega de delantero y su equipo actual es Agropecuario, de la Primera Nacional.

## Carrera

### Inicios
Núñez jugó en algunas ligas regionales. Comenzó en Porteño, equipo de la Liga Amateur Platense. Luego, siguió su carrera en Racing de Bavío y Juventud Unida de Verónica (ambos participantes de la Liga Chascomunense) y Gonnet de la Liga Amateur Platense.

### Agropecuario
Su buen torneo en Gonnet, logró que el técnico de Agropecuario, equipo de la Primera Nacional, le ofreciera probarse en el club. Finalmente, Núñez tuvo una buena actuación y firmó su primer contrato profesional con el Sojero. Debutó como profesional el 26 de abril de 2021 en el empate 0-0 entre Agropecuario y Tigre, ingresando a los 42 minutos del segundo tiempo por Alejo Montero.

## Estadísticas

### Clubes
- Actualizado hasta el 4 de junio de 2022.

| Porteño Argentina | 6.ª                 | 2016                | ?   | 15 | - | - | - | - | ?   | 15 | ?    |
| Porteño Argentina | Total club          | Total club          | ?   | 15 | - | - | - | - | ?   | 15 | ?    |
| Racing (B) Argentina | 6.ª                 | 2017                | ?   | 3  | - | - | - | - | ?   | 3  | ?    |
| Racing (B) Argentina | Total club          | Total club          | ?   | 3  | - | - | - | - | ?   | 3  | ?    |
| Juventud Unida (V) Argentina | 6.ª                 | 2018                | ?   | 12 | - | - | - | - | ?   | 12 | ?    |
| Juventud Unida (V) Argentina | Total club          | Total club          | ?   | 12 | - | - | - | - | ?   | 12 | ?    |
| Gonnet Argentina | 7.ª                 | 2019                | 13  | 10 | - | - | - | - | 13  | 10 | 0,76 |
| Gonnet Argentina | Total club          | Total club          | 13  | 10 | - | - | - | - | 13  | 10 | 0,76 |
| Agropecuario Argentina | 2.ª                 | 2021                | 7   | 0  | - | - | - | - | 7   | 0  | 0,00 |
| Agropecuario Argentina | 2.ª                 | 2022                | 3   | 0  | 1 | 0 | - | - | 4   | 0  | 0,00 |
| Agropecuario Argentina | Total club          | Total club          | 10  | 0  | 1 | 0 | - | - | 11  | 0  | 0,00 |
| Total en su carrera | Total en su carrera | Total en su carrera | +25 | 40 | 1 | 0 | - | - | +26 | 40 | ?    |
| (1) Las copas nacionales se refiere a la Copa Argentina. (2) Las copas internacionales se refiere a la Copa Libertadores y a la Copa Sudamericana. (3) Media de goles por encuentro. No incluye goles en partidos amistosos. |                     |                     |     |    |   |   |   |   |     |    |      |